# Мономанія
Мономанія (від дав.-гр. μόνος — один, єдиний і μανία — пристрасть, безумство) — в психіатрії XIX століття: нав'язлива або надмірна захопленість однією ідеєю або суб'єктом; одностороннє однопредметне божевілля. Хворий мономанією називався мономаном, мономаніяком.

## Історія
Термін введено французьким психіатром Ескіролем, який позначав мономанією поодинокі психічні розлади у людей, чиє психічне здоров'я в цілому було в порядку. В такому сенсі вчення про мономанії є пережитком в психіатрії. Однак від нього залишилися окремі терміни, наприклад дромоманія, клептоманія, піроманія.

## Сучасне використання
Рідко лікарями-психіатрами це поняття вживається позначення психозу, який проявляється переважно одним видом психічних розладів, наприклад слуховими галюцинаціями або маренням.
В сучасних класифікаторах DSM-5 або МКБ-10 мономанія відсутня, симптоми виділені в інші діагнози.

## В культурі
«Мономанією» також страждає головний герой Едгара Аллана По в його оповіданні «Береніка».
Також діагноз «мономанія» згадується в оповіданні Говарда Лавкрафта «Склеп».